# Saint-Yaguen
Saint-Yaguen (okzitanisch: Sent Jàguen) ist eine französische Gemeinde mit 628 Einwohnern (Stand: 1. Januar 2022) im Département Landes der Region Aquitanien. Sie gehört zum Arrondissement Dax und zum Kanton Pays Morcenais Tarusate. 

## Geografie
Die Gemeinde Saint-Yaguen liegt im Süden der Landes de Gascogne, dem größten Waldgebiet Westeuropas, an der Mündung des Flusses Bès in die Midouze, etwa 32 Kilometer nordöstlich von Dax und etwa 19 Kilometer westlich von Mont-de-Marsan. Umgeben wird Saint-Yaguen von den Nachbargemeinden Ousse-Suzan im Norden, Saint-Martin-d’Oney im Nordosten und Osten, Meilhan im Osten und Südosten, Carcarès-Sainte-Croix im Süden, Carcen-Ponson im Südwesten und Westen sowie Beylongue im Westen und Nordwesten.

## Bevölkerungsentwicklung
| Jahr                       | 1962 | 1968 | 1975 | 1982 | 1990 | 1999 | 2010 | 2021 |
| -------------------------- | ---- | ---- | ---- | ---- | ---- | ---- | ---- | ---- |
| Einwohner                  | 604  | 558  | 569  | 507  | 502  | 458  | 259  | 630  |
| Quellen: Cassini und INSEE |      |      |      |      |      |      |      |      |

## Sehenswürdigkeiten
- Kirche Saint-Jacques-le-Majeur, Monument historique

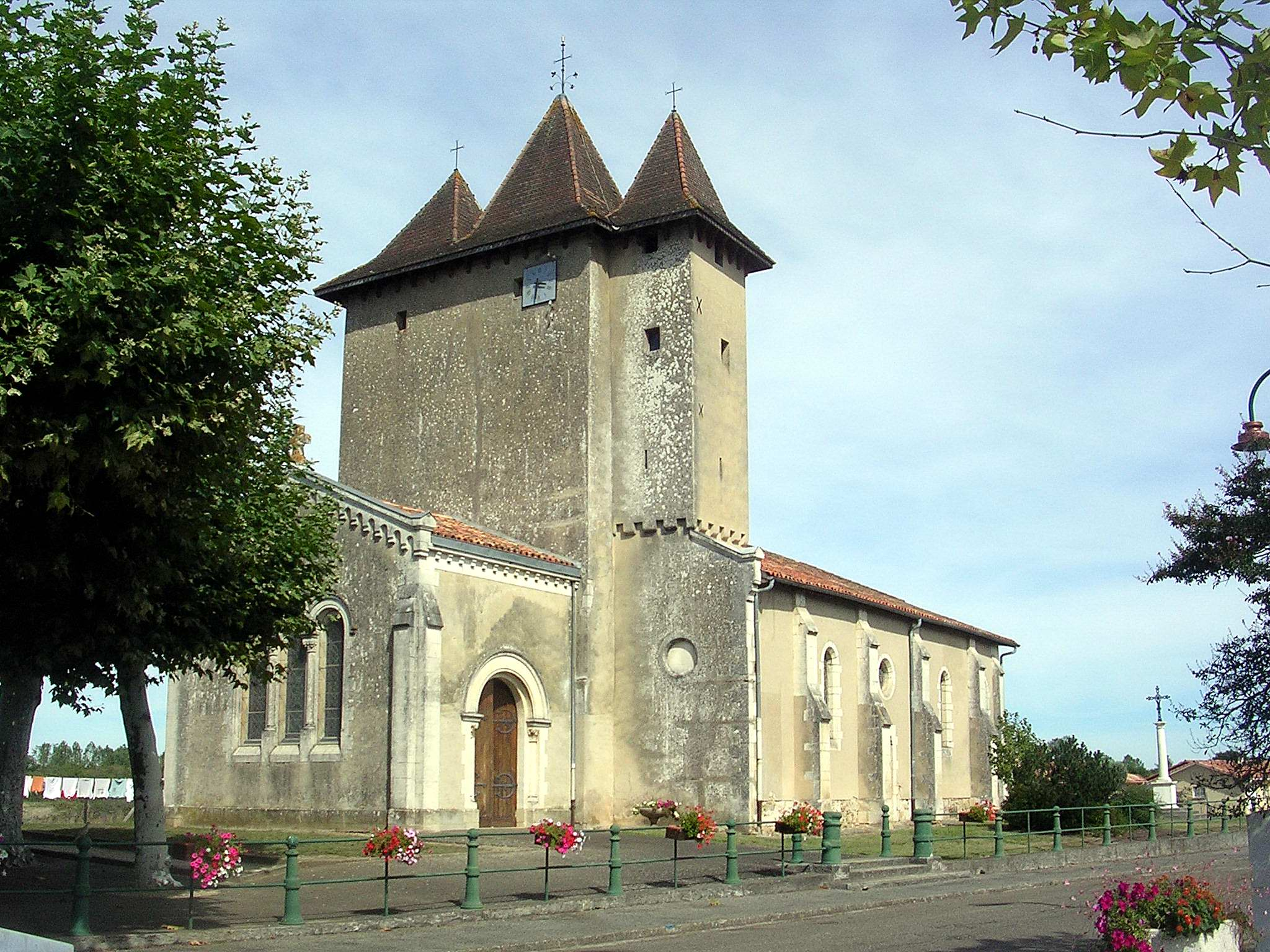
Kirche Saint-Jacques-le-Majeur
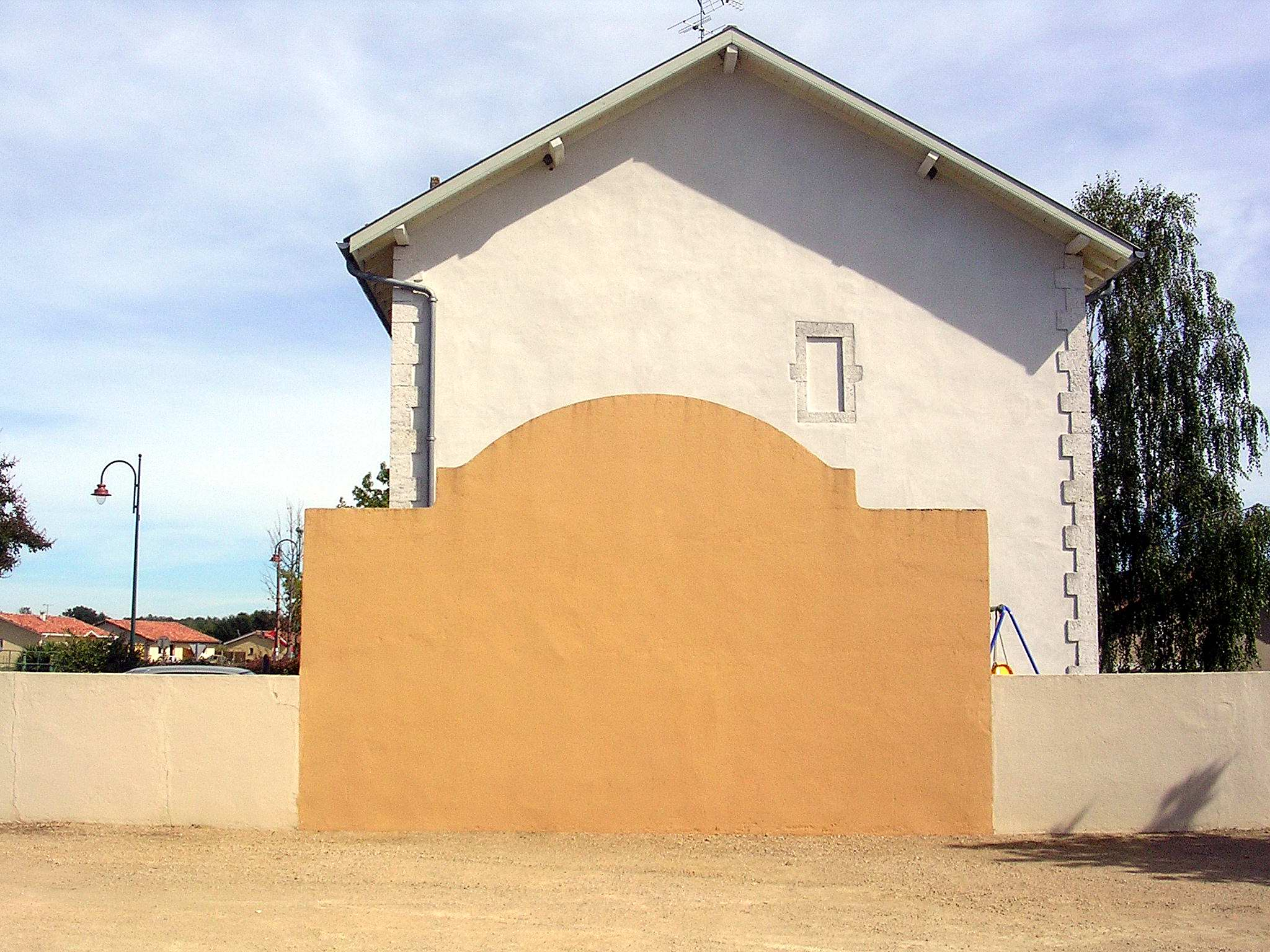
Frontón